# Timi
Timi je moško osebno ime

## Izvor imena
Ime Timi je izpeljanka iz imena Timotej

## Pogostost imena
Po podatkih Statističnega urada Republike Slovenije je bilo na dan 31. decembra 2007 v Sloveniji 162 oseb z imenom Timi.